# محطة قطار موديعين – مركز
محطة قطار موديعين – مركز (بالعبرية: תחנת הרכבת מודיעין – מרכז) هي محطة قطار نهائية في شبكة خطوط السكك الحديدية الإسرائيلية تقع على سكة حديد موديعين - عنابة وتخدم مدينة موديعين-مكابيم-ريعوت في وسط إسرائيل. تعتبر محطة «موديعين مركز» أول محطة قطارات تحت الأرض في إسرائيل، وتتواجد أرصفتها على عمق 15 مترًا تحت الأرض. تبلغ مساحتها حوالي 7,000 متر مربع. منذ افتتاحها كانت تعتبر أكبر محطة قطارات في إسرائيل إلى أن افتتحت محطة قطار القدس - يتسحاق نافون.

## تصميم
للمحطة ثلاثة طوابق كالآتي:
- المدخل الرئيسي على مستوى الشارع
- صالة الركاب، وشبابيك التذاكر، وبوابات قراءة التذاكر
- الأرصفة

يوجد في المحطة أربع سكك حديدية ومنصتين بطول 250 مترًا. يمكن الخروج من المحطة من كلا جانبيها عبر ممر تحت الأرض.
يوجد في طابق صالة الركاب صالة تجارية كبيرة غير نشطة من المخطط أن تكون وصلة الربط بين محطة القطار ومحطة الحافلات المركزية.